# Point de vue (philosophie)
Pour les articles homonymes, voir Point de vue.
En philosophie, un point de vue est une façon de voir les choses ou de les considérer, une attitude qui définit comment on voit ou pense à quelque chose, comme dans « de mon point de vue personnel ». L'utilisation de cette expression est attestée depuis 1760. En ce sens, l'utilisation est synonyme avec l'une des significations du terme perspective.

## Analyse
Marguerite Vázquez Campos et Antonio Manuel Liz Gutiérrez dans leur ouvrage, La Notion de point de vue, font une analyse complète de la structure du concept. Ils soulignent qu'en dépit de sa position cruciale dans de nombreux discours, la notion n'a pas été suffisamment analysée, bien que certaines œuvres importantes existent. Ils mentionnent que les philosophes classiques de la Grèce antique, à partir de Parménide et Héraclite discutent de la relation entre « l'apparence » et la réalité, c'est-à-dire, comment nos points de vue sont connectés avec la réalité. Ils désignent spécifiquement Tractatus Logico-Philosophicus de Ludwig Wittgensteins. Ils considèrent la théorie de Wittgenstein des « images » ou de « modèles » (Wittgenstein utilise le mot allemand Bild, qui signifie à la fois « image » et « modèle ») comme une illustration de la relation entre les points de vue et la réalité. Le concept de « point de vue » est très multifonctionnel et ambigu. Beaucoup de choses peuvent être jugées à partir de certains points de vue personnels, traditionnels, moraux (comme dans « la beauté est dans l'œil de celui qui regarde »).[réf. nécessaire] La connaissance de la réalité est souvent par rapport à un certain point de vue. Vázquez Campos et Manuel Liz Gutierrez suggèrent d'analyser le concept de "point de vue" à l'aide de deux approches : l'une basée sur le concept de « attitudes propositionnelles » l'autre sur les notions de « lieu » et « accès ».[réf. nécessaire]

### Attitudes propositionnelles
La structure interne d'un point de vue peut être analysée de la même façon que la notion d'attitude propositionnelle. Une attitude propositionnelle est une attitude, c'est-à-dire, un état mental que tient un agent envers une proposition. Des exemples de telles attitudes ne sont pas « croire en quelque chose », « désirer », « deviner quelque chose », « se souvenir de quelque chose », etc. Vazques Campos et Gutierrez suggèrent que les points de vue peuvent être analysées comme des ensembles structurés d'attitudes propositionnelles. Les auteurs s'appuient sur Sens and Content de Christopher Peacocke. Dans cette approche, on peut mener une classification ontologique des différentes distinctions, comme individuel par rapport à collectif des points de vue personnels et non personnels, non-conceptuel et conceptuel, etc.

### Emplacement et accès
Alors que l'approche par attitudes propositionnelles consiste à analyser les points de vue internes, l'approche par « emplacement/accès » analyse les points de vue de l'extérieur, par leur rôle. Le terme « accès » fait référence à la déclaration de Liz Gutierrez que « les points de vues, ou les points de vue, sont des façons d'avoir accès au monde et à nous-mêmes », et le terme « emplacement » est en référence à une citation de Jon Moline que les points de vue sont les façons de voir les choses et les événements à partir de certains endroits. Moline rejette l'idée que les points de vue sont réductibles à des règles basées sur des théories, des maximes ou des dogmes. Moline considère le concept de « lieu » de deux façons : de manière directe à un point d'observation, et de manière étendue, la façon dont un point de vue offre une perspective, c'est-à-dire, influence la perception. Cette approche peut aider à répondre à des questions épistémologique, telles que le relativisme, l'existence du point de vue absolu, la compatibilité de points de vue (y compris les « désaccords sans-faute »), la possibilité d'un point de vue sans porteur, etc.

### Lectures complémentaires
- Moore, A., Points of Vue, Oxford, Oxford University Press, 1997